# Arquebisbat de Rabat
L'arquebisbat de Rabat (llatí: Archidioecesis Rabatensis) és una seu metropolitana de l'Església catòlica immediatament subjecta a la Santa Seu. En 2014 comptava 21.000 batejats sobre 28.860.000 habitants. En l'actualitat està erigida per l'arquebisbe Vincent Louis Marie Landel, S.C.I. di Béth.

## Territori
L'arxidiòcesi inclou tot el Marroc, a excepció de la zona nord.
La residència de l'arquebisbe és la ciutat de Rabat, on s'hi troba la Catedral de Sant Pere. A Casablanca hi ha l'antiga Catedral del Sagrat Cor, ara dessacralitzada.
El territori està dividit en 25 parròquies, agrupades en quatre regions: Rabat, Casablanca, Sud i Est.

## Història
El vicariat apostòlic de Rabat fou erigit el 2 de juliol de 1923 amb el breu Quae catholico nomini del papa Pius XI, amb territori desmembrat del vicariat apostòlic del Marroc (ara arquebisbat de Tànger).
El 14 de setembre de 1955 el vicariat apostòlic fou elevat al rangle d'arxidiòcesi amb la butlla Dum tantis del papa Pius XII.

## Cronologia dels bisbes
- Victor Colombanus Dreyer, O.F.M.Cap. † (27 de juny de 1923 - 11 de març de 1927 nomenat vicari apostòlic del Canal de Suez)
- Henri Vielle, O.F.M. † (8 de juny de 1927 - 7 de maig de 1946 finat)
- Louis-François-Bienaimé-Amedée Lefèbvre, O.F.M. † (10 d'abril de 1947 - 15 de gener de 1968 finat)
- Jean-Berchmans-Marcel-Yves-Marie-Bernard Chabbert, O.F.M. † (15 de gener de 1968 - 17 de juliol de 1982 nomenat arquebisbe a títol personal de Perpinyà-Elna)
- Hubert Louis Marie Félix Michon † (2 de maig de 1983 - 5 de maig de 2001 dimitit)
- Vincent Louis Marie Landel, S.C.I. di Béth., (5 de maig de 2001 - 29 de desembre de 2017 dimitit)
- Cristóbal López Romero, S.D.B., succeït el 29 de desembre de 2017

## Estadístiques
A finals del 2013, la diòcesi tenia 21.000 batejats sobre una població de 28.860.000 persones, equivalent al 0,1% del total.
| Any  | Població | Població   | Població | Sacerdots | Sacerdots       | Sacerdots       | Sacerdots             | Diaques | Religiosos | Religiosos | Parròquies |
| ---- | -------- | ---------- | -------- | --------- | --------------- | --------------- | --------------------- | ------- | ---------- | ---------- | ---------- |
| Any  | batejats | total      | %        | total     | clergat secular | clergat regular | batejats por sacerdot | Diaques | homes      | dones      |            |
| 1950 | 360.000  | 8.764.300  | 4,1      | 202       | 60              | 142             | 1.782                 |         | 265        | 481        | 57         |
| 1970 | 150.000  | 12.430.000 | 1,2      | 188       | 103             | 85              | 797                   |         | 112        | 410        | 67         |
| 1978 | 60.000   | 17.000.000 | 0,4      | 83        | 29              | 54              | 722                   |         | 64         | 298        | 50         |
| 1990 | 63.000   | 27.000.000 | 0,2      | 58        | 19              | 39              | 1.086                 |         | 48         | 188        | 32         |
| 1999 | 22.000   | 30.000.000 | 0,1      | 47        | 13              | 34              | 468                   |         | 43         | 154        | 40         |
| 2000 | 22.000   | 30.000.000 | 0,1      | 50        | 17              | 33              | 440                   |         | 43         | 160        | 27         |
| 2001 | 22.000   | 30.000.000 | 0,1      | 50        | 17              | 33              | 440                   |         | 44         | 155        | 27         |
| 2002 | 22.000   | 27.300.000 | 0,1      | 55        | 23              | 32              | 400                   |         | 43         | 155        | 27         |
| 2003 | 21.000   | 27.300.000 | 0,1      | 39        | 8               | 31              | 538                   |         | 44         | 144        | 27         |
| 2004 | 21.000   | 27.500.000 | 0,1      | 37        | 4               | 33              | 567                   |         | 45         | 144        | 31         |
| 2007 | 20.000   | 30.000.000 | 0,1      | 25        | 4               | 21              | 800                   |         | 28         | 133        | 30         |
| 2010 | 25.000   | 27.648.151 | 0,1      | 31        | 12              | 19              | 806                   |         | 27         | 135        | 28         |
| 2014 | 21.000   | 28.860.000 | 0,1      | 44        | 24              | 20              | 477                   |         | 25         | 120        | 25         |